# 5957 Irina
5957 Irina è un asteroide della fascia principale esterna. Scoperto nel 1988, presenta un'orbita caratterizzata da un semiasse maggiore pari a 3,231711 UA e da un'eccentricità di 0,106904, inclinata di 22,860499° rispetto all'eclittica. Ha un diametro di 15,271 km e un'albedo di 0,100.
Fa parte della famiglia di asteroidi Alauda.
È dedicato a Irina Victorovna Farquhar, moglie di Robert Farquhar, direttore della missione NEAR. 